# Sphaerodactylus macrolepis
Tắc kè lùn vảy lớn (tên khoa học Sphaerodactylus macrolepis, là một loài tắc kè phân bố chủ yếu ở Puerto Rico, Quần đảo Virgin thuộc Mỹ và Quần đảo Virgin thuộc Anh tại vùng biển Caribbean. Chúng cũng được tìm thấy trên đất liền tại Costa Rica, Panama và Colombia.

## Phân loài
- S. m. macrolepis - Günther, 1859
- S. m. ateles - Thomas & Schwartz, 1966
- S. m. grandisquamis - Stejneger, 1904
- S. m. guarionex - Thomas & Schwartz, 1966
- S. m. inigoi - Thomas & Schwartz, 1966
- S. m. mimetes - Thomas & Schwartz, 1966
- S. m. parvus (Xem trong bài) - King, 1962
- S. m. phoberus - Thomas & Schwartz, 1966
- S. m. spanius - Thomas & Schwartz, 1966
- S. m. stibarus - Thomas & Schwartz 1966